# Märe
Märe är en bergstopp i Schweiz.   Den ligger i distriktet Frutigen-Niedersimmental och kantonen Bern, i den centrala delen av landet, 30 km söder om huvudstaden Bern. Toppen på Märe är 2 087 meter över havet, eller 145 meter över den omgivande terrängen. Bredden vid basen är 0,69 km.
Terrängen runt Märe är kuperad åt nordväst, men åt sydost är den bergig. Närmaste större samhälle är Wahlern, 17,1 km norr om Märe. 
Trakten runt Märe består i huvudsak av gräsmarker. Runt Märe är det glesbefolkat, med 18 invånare per kvadratkilometer.